# Jean-Paul Pierrat
Jean-Paul Pierrat (ur. 3 lipca 1952 r. w Xonrupt-Longemer) – francuski biegacz narciarski, brązowy medalista mistrzostw świata.

## Kariera
Jego olimpijskim debiutem były igrzyska w Innsbrucku w 1976 r. W swoim najlepszym starcie, w biegu na 50 km techniką klasyczną zajął 11. miejsce. Wraz z kolegami z reprezentacji zajął także 11. miejsce w sztafecie 4x10 km. Cztery lata później, podczas igrzysk olimpijskich w Lake Placid na tym samym dystansie był dwunasty. Francuzi z Pierratem w składzie zajęli tym razem 10. miejsce w sztafecie.
W 1978 roku wystartował na mistrzostwach świata w Lahti. Osiągnął tam największy sukces w swojej karierze zdobywając brązowy medal w biegu na 50 km stylem klasycznym. Wyprzedzili go jedynie zwycięzca Sven-Åke Lundbäck ze Szwecji oraz Jewgienij Beliajew z Związku Radzieckiego. Wystąpił także na mistrzostwach świata w Oslo w 1982 roku, gdzie jego najlepszym wynikiem było 11. miejsce w biegu na 30 km techniką dowolną. Na kolejnych mistrzostwach świata już nie startował.
Najlepsze wyniki w Pucharze Świata uzyskał w sezonie 1981/1982, kiedy to zajął 4. miejsce w klasyfikacji generalnej. Tylko raz stanął na podium zawodów Pucharu Świata zajmując drugie miejsce. W 1982 roku zakończył karierę.
W 1978 roku wygrał najstarszy i największy szwedzki maraton narciarski Vasaloppet.

## Osiągnięcia

### Igrzyska olimpijskie
| Miejsce | Dzień     | Rok  | Miejscowość | Konkurencja             | Czas biegu | Strata    | Zwycięzca        |
| ------- | --------- | ---- | ----------- | ----------------------- | ---------- | --------- | ---------------- |
| 10.     | 8 lutego  | 1976 | Innsbruck   | 15 km stylem klasycznym | 43:58,47   | +2:37,17  | Nikołaj Bażukow  |
| 11.     | 11 lutego | 1976 | Innsbruck   | Sztafeta 4 × 10 k       | 2:07:59,72 | +5:05,54  | Finlandia        |
| 11.     | 14 lutego | 1976 | Innsbruck   | 50 km stylem klasycznym | 2:37:30,05 | +6:33,26  | Ivar Formo       |
| 19.     | 14 lutego | 1980 | Lake Placid | 30 km stylem klasycznym | 1:27:02,80 | +4:40,23  | Nikołaj Zimiatow |
| 14.     | 17 lutego | 1980 | Lake Placid | 15 km stylem klasycznym | 41:57,63   | +1:34,90  | Thomas Wassberg  |
| 10.     | 20 lutego | 1980 | Lake Placid | Sztafeta 4 × 10 k       | 1:57:03,46 | +11:40,15 | ZSRR             |
| 12.     | 23 lutego | 1980 | Lake Placid | 50 km stylem klasycznym | 2:27:24,60 | +6:48,47  | Nikołaj Zimiatow |

### Mistrzostwa świata
| Miejsce | Dzień     | Rok  | Miejscowość | Konkurencja             | Czas biegu | Strata   | Zwycięzca         |
| ------- | --------- | ---- | ----------- | ----------------------- | ---------- | -------- | ----------------- |
| 10.     | 23 lutego | 1978 | Lahti       | Sztafeta 4 × 10 k       | 2:05:17,63 | +4:51,88 | Szwecja           |
| 3.      | 26 lutego | 1978 | Lahti       | 50 km stylem klasycznym | 2:46:43,06 | +1:09,21 | Sven-Åke Lundbäck |
| 11.     | 20 lutego | 1982 | Oslo        | 30 km stylem dowolnym   | 1:21:52,3  | +1:52,4  | Thomas Eriksson   |
| 12.     | 23 lutego | 1982 | Oslo        | 15 km stylem dowolnym   | 38:52,5    | ?        | Oddvar Brå        |
| 12.     | 27 lutego | 1982 | Oslo        | 50 km stylem klasycznym | 2:32:00,9  | ?        | Thomas Wassberg   |

### Puchar Świata
W sezonach 1973/1974 - 1980/1981 Puchar Świata rozgrywany był nieoficjalnie.

#### Miejsca w klasyfikacji generalnej
- sezon 1974/1975: 14.
- sezon 1975/1976: 20.
- sezon 1976/1977: 12.
- sezon 1977/1978: 9.
- sezon 1978/1979: ?
- sezon 1979/1980: ?
- sezon 1980/1981: ?
- sezon 1981/1982: 4.

#### Miejsca na podium
| Nr | Dzień       | Rok  | Miejscowość   | Konkurencja             | Czas biegu | Pozycja | Strata | Zwycięzca         |
| -- | ----------- | ---- | ------------- | ----------------------- | ---------- | ------- | ------ | ----------------- |
| 1. | 18 stycznia | 1975 | Reit im Winkl | 15 km                   | ?          | 2       | ?      | Gerhard Grimmer   |
| 2. | 10 stycznia | 1976 | Le Brassus    | 15 km                   | ?          | 2       | ?      | Magne Myrmo       |
| 3. | 9 stycznia  | 1977 | Kastelruth    | 30 km                   | ?          | 2       | ?      | František Šimon   |
| 4. | 21 stycznia | 1978 | Le Brassus    | 15 km                   | ?          | 1       | -      | -                 |
| 5. | 24 lutego   | 1978 | Kastelruth    | 30 km                   | ?          | 3       | ?      | Sven-Åke Lundbäck |
| 6. | 11 stycznia | 1979 | Kastelruth    | 30 km                   | ?          | 3       | ?      | Ove Aunli         |
| 7. | 24 stycznia | 1982 | Brusson       | 30 km stylem klasycznym | ?          | 2       | ?      | Bill Koch         |